# Storia dell’Ebraismo in Italia
Storia dell’Ebraismo in Italia. Studi e testi (Geschichte des Judentums in Italien. Studien und Texte) ist eine italienische Buchreihe zur Geschichte des Judentums in Italien.
Die Reihe erscheint im Verlag von Leo S. Olschki in Florenz. Zahlreiche Fachwissenschaftler haben an der Reihe mitgewirkt.
Viele der Bände sind den Prozessen des Heiligen Offiziums von Venedig gegen Juden und Judaisierer (ital. Processi del S. Uffizio di Venezia contro ebrei e giudaizzanti) des Zeitraums von 1548 bis 1734 gewidmet.
Der erste Band erschien 1980 und befasst sich mit der Geschichte der toskanischen Juden vom Mittelalter bis zur italienischen Einigung.
Der Umfang der Reihe beträgt bereits über 30 Bände. Die folgende Übersicht erhebt keinen Anspruch auf Aktualität oder Vollständigkeit (die deutsche Übersetzung der Buchtitel wurde ergänzt):

## Bände
- 31 Fernando José Pancorbo: Joseph Penso de Vega: La creación de un perfil cultural y literario entre Ámsterdam y Livorno [Joseph Penso de Vega: Die Schaffung eines kulturellen und literarischen Profils zwischen Amsterdam und Livorno]. 2019, ISBN 978-88-222-6665-1.
- 30 Non solo verso Oriente: Studi sull’ebraismo in onore di Pier Cesare Ioly Zorattini [Nicht nur dem Osten zugewandt: Studien zum Judentum zu Ehren von Pier Cesare Ioly Zorattini]. 2014, ISBN 978-88-222-6356-8.
- 29 Isaac Orobio de Castro: Prevenciones divinas contra la vana idolatría de las Gentes [Göttliche Vorsichtsmaßnahmen gegen die eitle Abgötterei der Menschen]. I. 2013, ISBN 978-88-222-6294-3.
- 28 Andrea Yaakov Lattes: Vita ebraica a Lugo: nei verbali delle sedute consigliari degli anni 1621–1630 [Das jüdische Leben in Lugo: in den Protokollen der Ratsversammlungen von 1621–1630]. 2013, ISBN 978-88-222-6220-2.
- 27 Studi sul mondo sefardita. In memoria di Aron Leoni [Studien über die sephardische Welt. Zum Gedenken an Aron Leoni]. 2012, ISBN 978-88-222-6166-3.
- 26 Aron Di Leone Leoni: La Nazione Ebraica Spagnola e Portoghese di Ferrara (1492–1559). I suoi rapporti col governo ducale e la popolazione locale e i suoi legami con le Nazioni Portoghesi di Ancona, Pesaro e Venezia [Die spanische und portugiesische jüdische Nation von Ferrara (1492–1559). Ihre Beziehungen zur herzoglichen Regierung und zur lokalen Bevölkerung sowie ihre Verbindungen zu den portugiesischen Nationen von Ancona, Pesaro und Venedig]. 2011, ISBN 978-88-222-6005-5.
- 25 Pier Cesare Ioly Zorattini: «Questa è giustitia di voi altri christiani»: Ebrei, Giudaizzanti e Neofiti nei procedimenti del Sant’Uffizio di Aquileia e Concordia [„Das ist die Gerechtigkeit von euch anderen Christen“: Juden, Judaisten und Neophyten in den Prozessen des Heiligen Offiziums von Aquileia und Concordia]. 2009, ISBN 978-88-222-5874-8.
- 24 Andrea Ferri – Mario Giberti: La comunità ebraica di Imola dal XIV al XVI secolo: Copisti, mercanti e banchieri [Die jüdische Gemeinde von Imola vom 14. bis zum 16. Jahrhundert: Kopierer, Kaufleute und Bankiers]. 2006, ISBN 978-88-222-5592-1.
- 23 Cristina Galasso: Alle origini di una comunità: Ebree ed ebrei a Livorno nel seicento [An den Ursprüngen einer Gemeinschaft: Juden und Jüdinnen in Livorno im siebzehnten Jahrhundert]. 2002, ISBN 978-88-222-5155-8.
- 22 Daniel Carpi: L’individuo e la collettività: Saggi di storia degli ebrei a Padova e nel Veneto nell’età del Rinascimento [Das Individuum und die Gemeinschaft: Aufsätze zur Geschichte der Juden in Padua und Venetien während der Renaissance]. 2002, ISBN 978-88-222-5069-8.
- 21 Pier Cesare Ioly Zorattini: Una salvezza che viene da lontano: I «Purim» della comunità ebraica di Padova [Eine Rettung, die aus der Ferne kommt: Das „Purim“ der jüdischen Gemeinde von Padua]. 2000, ISBN 978-88-222-4923-4.
- 20 L’identità dissimulate: Giudaizzanti iberici nell’Europa cristiana dell’età moderna [Iberische Judaisierer im christlichen Europa der frühen Neuzeit]. 2000, ISBN 978-88-222-4850-3.
- 19 Processi del S.Uffizio di Venezia contro ebrei e giudaizzanti. Vol. XIV. Indici generali [Prozesse des Heiligen Offiziums von Venedig gegen Juden und Judaisierer. Bd. XIV. Allgemeine Indizes]. 1999, ISBN 978-88-222-4749-0.
- 18 Processi del S. Uffizio di Venezia contro ebrei e giudaizzanti. Vol. XIII. Appendici. 1997, ISBN 978-88-222-4535-9.
- 17 Maddalena Del Bianco Cotrozzi: Il collegio rabbinico di Padova: Un’istituzione religiosa dell’ebraismo sulla via dell’emancipazione [Das Rabbinerkolleg von Padua: Eine religiöse Einrichtung des Judentums auf dem Weg zur Emanzipation]. 1995, ISBN 978-88-222-4382-9.
- 16 Processi del S. Uffizio di Venezia contro ebrei e giudaizzanti. Vol. XII. (1682–1734). 1994, ISBN 978-88-222-4289-1.
- 15 Processi del S. Uffizio di Venezia contro ebrei e giudaizzanti. Vol. XI. (1642–1681). 1993, ISBN 978-88-222-4167-2.
- 14 Processi del S. Uffizio di Venezia contro ebrei e giudaizzanti. Vol. X. (1633–1637). 1992, ISBN 978-88-222-4025-5.
- 13 Processi del S. Uffizio di Venezia contro ebrei e giudaizzanti. Vol. IX. (1608–1632). 1991, ISBN 978-88-222-3894-8.
- 12 Processi del S. Uffizio di Venezia contro ebrei e giudaizzanti. Vol. VIII. (1587–1598). 1990, ISBN 978-88-222-3808-5.
- 11 Roberto G. Salvadori – Giorgio Sacchetti: Presenze ebraiche nell’Aretino dal XIV al XX secolo [Jüdische Präsenz in Arezzo vom 14. bis zum 20. Jahrhundert]. 1990, ISBN 978-88-222-3711-8.
- 10 Processi del S. Uffizio di Venezia contro ebrei e giudaizzanti. Vol. VII. (1585–1589). 1989, ISBN 978-88-222-3733-0.
- 09 Renzo Toaff: La nazione ebrea a Livorno e a Pisa (1591–1700). 1990, ISBN 978-88-222-3741-5.
- 08 Processi del S. Uffizio di Venezia contro ebrei e giudaizzanti. Vol. VI. (1582–1585). 1988, ISBN 978-88-222-3614-2.
- 07 Processi del S. Uffizio di Venezia contro ebrei e giudaizzanti. Vol. V. (1579–1586). 1987, ISBN 978-88-222-3542-8.
- 06 Processi del S. Uffizio di Venezia contro ebrei e giudaizzanti. Vol. IV. (1571–1580). 1985, ISBN 978-88-222-3375-2.
- 05 Processi del S. Uffizio di Venezia contro ebrei e giudaizzanti. Vol. III. (1570–1572). 1984, ISBN 978-88-222-3287-8.
- 04 Pier Cesare Ioly Zorattini: Leandro Tisanio: Un giudaizzante sanvitese del Seicento. Tra i nuclei ebraici del Friuli e la diaspora marrana [Leandro Tisanio: Ein Judaist aus San Vito aus dem siebzehnten Jahrhundert. Zwischen den jüdischen Kernen in Friaul und der Diaspora der Marranen]. 1984, ISBN 978-88-222-3288-5.
- 03 Processi del S. Uffizio di Venezia contro ebrei e giudaizzanti. Vol. II. (1561–1570). 1982, ISBN 978-88-222-3085-0.
- 02 Processi del S. Uffizio di Venezia contro ebrei e giudaizzanti. Vol. I. (1548–1560). 1980, ISBN 978-88-222-2989-2.
- 01 Gli Ebrei in Toscana dal Medioevo al Risorgimento: Fatti e momenti [Die Juden in der Toskana vom Mittelalter bis zum Risorgimento: Fakten und Momente]. 1980, ISBN 978-88-222-2954-0.